# Puck (astronomia)

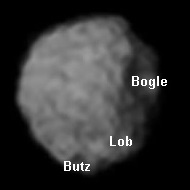
Crateri di Puck con denominazione

Puck, o Urano XV, è un satellite naturale interno di Urano. Le informazioni in nostro possesso al suo riguardo sono relativamente poche: sono note la sua orbita, le sue dimensioni e la sua bassa albedo (inferiore a 0,04).

## Scoperta
Puck fu scoperto dalle immagini riprese dalla sonda spaziale Voyager 2 il 30 dicembre 1985. Al momento della scoperta gli fu assegnata la designazione provvisoria S/1985 U 1.

## Denominazione
Nel 2006, l'Unione Astronomica Internazionale (IAU) gli ha assegnato la denominazione ufficiale Puck.
La IAU segue la convenzione di assegnare ai satelliti di Urano nomi tratti da personaggi delle opere di William Shakespeare o dei poemi di Alexander Pope. Nella mitologia celtica e nel folklore britannico, un Puck è uno spirito maligno, rappresentato come un demone diabolico dai cristiani; il satellite ha ricevuto la denominazione in riferimento a Puck, il folletto che compare nel Sogno di una notte di mezza estate shakespeariano e che nella notte viaggia intorno al globo assieme alle fate.

## Parametri orbitali
L'orbita di Puck si trova tra gli anelli di Urano e Miranda, il primo dei grandi satelliti del pianeta e vicina a quella di Porzia

## Caratteristiche fisiche
È il sesto satellite di Urano in ordine di grandezza, e il più grande tra quelli interni che orbitano all'interno di Miranda. Le sue dimensioni sono intermedie fra quelle di Porzia (il secondo più grande satellite interno) e quelle di Miranda (il più piccolo dei cinque satelliti classici di Urano). Le nostre conoscenze sono limitate al diametro di circa 162 km, l'orbita, e l'albedo geometrica in luce visibile che è di circa 0,11.
Ha una superficie di colore scuro e fortemente craterizzata, che mostra linee spettrali tipiche della presenza di ghiaccio d'acqua.
Fra le dieci lune di Urano scoperte dal team fotografico di Voyager 2, Puck è l'unica individuata con un largo anticipo tale da permettere una rapida riorganizzazione del programma della missione e un riposizionamento della sonda, che poté così riprendere immagini più dettagliate del satellite. Dalle immagini Puck risulta avere la forma di uno sferoide leggermente prolato (rapporto tra gli assi 0,97 ± 0,04). Tra i crateri presenti sulla superficie tre hanno ricevuto una denominazione; il maggiore ha un diametro di 45 km. Le osservazioni condotte con il telescopio spaziale Hubble e i più grandi telescopi terrestri hanno mostrato linee correlate all'assorbimento di ghiaccio d'acqua nello spettro di Puck.
Non ci sono conoscenze riguardo la struttura interna di Puck. Si ritiene possa essere costituito da una miscela di ghiaccio d'acqua e materiale scuro simile a quello presente negli anelli. Il materiale scuro è probabilmente costituito da roccia e composti organici modificati dalle radiazioni. L'assenza di crateri con raggi brillanti implica che Puck non ha subito il processo di differenziazione, indicando che il ghiaccio e gli altri materiali non sono separati tra loro in un nucleo e un mantello.

### Crateri principali
I crateri situati sulla superficie hanno denominazioni che derivano dai nomi di spiritelli maligni delle varie mitologie europee.
| Cratere | Coordinate | Diametro (km) | Data di approvazione | Eponimo                       | Ref   |
| ------- | ---------- | ------------- | -------------------- | ----------------------------- | ----- |
| Bogle   | 0°N 0°E    | 0             | 1988                 | Bogle (celtico)               | [ 7 ] |
| Butz    | 0°N 0°E    | 0             | 1988                 | Butz (dal folclore tedesco)   | [ 8 ] |
| Lob     | 0°N 0°E    | 0             | 1988                 | Lob (dal folclore britannico) | [ 9 ] |